# Хшонстово (Іновроцлавський повіт)
Хшонстово (пол. Chrząstowo, нім. Eichthal) — село в Польщі, у гміні Ґневково Іновроцлавського повіту Куявсько-Поморського воєводства.
Населення — 275 осіб (2011).
У 1975-1998 роках село належало до Бидгощського воєводства.

## Демографія
Демографічна структура станом на 31 березня 2011 року:
|          | Загалом | Допрацездатний вік | Працездатний вік | Постпрацездатний вік |
| -------- | ------- | ------------------ | ---------------- | -------------------- |
| Чоловіки | 139     | 41                 | 85               | 13                   |
| Жінки    | 136     | 40                 | 82               | 14                   |
| Разом    | 275     | 81                 | 167              | 27                   |